# Carl von Arnim

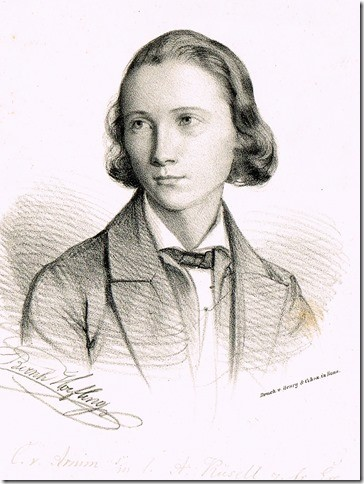
Carl v. Arnim

Carl Friedrich Heinrich von Arnim (* 11. Juni 1831 auf Gut Wolkow, Landkreis Regenwalde, Pommern; † 22. November 1905 in Deutsch-Wilmersdorf) war ein deutscher Jurist und preußischer Verwaltungsbeamter.

## Leben
Carl Friedrich Heinrich von Arnim entstammte dem Haus Wolckow der Familie von Arnim. Seine Eltern waren Carl Friedrich Heinrich Christoph von Arnim (* 17. September 1791; † 20. Juni 1874) und dessen Ehefrau Laura Auguste Henriette von Wedel  (* 15. Februar 1803; † 22. April 1875).
Er studierte an der Rheinischen Friedrich-Wilhelms-Universität Rechtswissenschaft. Am 16. November 1851 wurde er in die Bonner Burschenschaft Frankonia aufgenommen. Am 9. August 1852 aus der Verbindung ehrenvoll entlassen, wechselte er an die Friedrichs-Universität Halle. 1853 wurde er Mitglied, später Ehrenmitglied des Corps Neoborussia Halle. Er wurde am 21. April 1854 Auskultator beim Landgericht Halle und wurde im selben Jahr in Halle zum Dr. iur. promoviert. Anschließend war er bei den Gerichten in Stargard in Pommern und Stettin tätig, wo er das Examen als Regierungsauskultator ablegte. 1859 wurde er Regierungsassessor in Stralsund. Ab 1859 war er Amtmann des Amts Gifhorn, ab 1867/68 zugleich Kreishauptmann des Steuerkreises Gifhorn und ab 1873 Kreishauptmann in Celle. Anfang 1879 wurde er Polizeipräsident von Magdeburg und gleichzeitig Landrat des Stadtkreises. Von 1888 bis 1899 war er Regierungspräsident des Regierungsbezirks Stralsund. Er trat 1899 in den Ruhestand und ließ sich in Deutsch-Wilmersdorf nieder. Zuletzt lebte er an der Ludwigkirchstraße 10a. Er war Rechtsritter des Johanniterordens.
Seine letzte Ruhestätte fand er nach Umbettung auf dem Südwestkirchhof Stahnsdorf.

## Familie
Er heiratete am 26. August 1859 in Stralsund Anna Regina von Bilow (* 7. Dezember 1838 in Grischow, Kreis Grimmen; † 4. Januar 1917 in Liebstadt (Ostpreußen)). Das Paar hatte mehrere Kinder:
- Detlof (* 23. August 1860; † 13. Juni 1868)
- Ida (* 23. August 1860; † 3. September 1861)
- Anna (* 9. Juli 1862) ⚭ 1884 Kurt von Kunheim (* 23. Oktober 1849)[7], Rittmeister a. D.
- Oskar (* 4. März 1864), Hauptmann, Ehrenritter des Johanniterordens